# فرانك إس. ديكسون
فرانك إس. ديكسون (بالإنجليزية: Frank S. Dickson)‏ هو سياسي أمريكي، ولد في 6 أكتوبر 1876 في هيلزبورو في الولايات المتحدة، وتوفي في 24 فبراير 1953 في واشنطن العاصمة في الولايات المتحدة. حزبياً، نشط في الحزب الجمهوري. وقد انتخب عضو مجلس النواب الأمريكي.